# Софија Бутела
Софија Бутела (арап. صوفيا بوتلة‎, фр. Sofia Boutella; Алжир, 3. април 1982) алжирска је глумица, модел и плесачица. Кћерка је чувеног алжирског џез музичара и композитора Сафија Бутеле. Завршила је Музички колеџ Беркли у Бостону.

## Биографија
Као петогодишња девојчица, Софија је почела да иде на часове плеса, а након што се са родитељима преселила у Француску пет година касније, почела је да се бави ритмичком гимнастиком. Са 18 година учествовала је на националном првенству где је освојила друго место. Потом је интензивније почела да се бави хип-хопом и брејкденсом, а као чланица брејкденс групе Vagabond Crew наступила је и на светском првенству у модерном плесу 2006. године.
Док се бавила плесом приметила ју је кореографкиња Бланка Ли (заједно радиле на кореографији спота за песму Around the World француског панк дуа Daft Punk, снимала је бројне рекламе, те наступала као део плесне подршке на разним музичким концертима. На филму се први пут појавила 2002. играјући епизодну улогу у остварењу DJ: Le Defi, а потом су уследиле и две мање улоге у филмовима Permis d’aimer и Les Cordier: juge et flic. Године 2006. постала је заштитно лице компаније за производњу спортске опреме Најк, а потом је радила и као плесна подршка на концертној турнеји Confessions америчке поп иконе Мадоне, а сарађивала је и са музичким звездама као што су Ријана, Мараја Кери, Џастин Тимберлејк, Бритни Спирс, Џамироквај, -The Black Eyed Peas}- и многим другим. У фебруару 2011. одиграла је главну улогу у видео споту Мајкла Џексона за песму Hollywood Tonight, првог сингла са његовог постхумно објављеног албума Michael.
Прву главну улогу на филму остварила је у британској музичкој драми -StreetDance 2}- из 2012, где је одиграла улогу Еве, девојке која главног протагонисту подучава латиноамеричким плесовима и тако му помаже да освоји локално плесно такмичење. Потом је уследила и мања улога у високобуџетном филму Кингсман: Тајна служба.
Потом је уследила улога ратнице Џејле у филму Звездане стазе: Изван граница (премијерно емитован 22. јула 2016. године). Потом је уследила једна од главних углога у филму Атомска плавуша где су јој партнери били звезде Шарлиз Терон, Џон Гудман и Џејмс Макавој. исте године одиграла је главну улогу у римејку Мумија где јој је партнер био Том Круз.

## Филмографија
| Година | Филм                                  | Улога           | Напомене и референце                                   |
| ------ | ------------------------------------- | --------------- | ------------------------------------------------------ |
| 2002.  |                                       |                 |                                                        |
| 2005.  |                                       | Лила            |                                                        |
| 2006.  |                                       |                 | улога гласовне глумице која позајмљује глас вилењацима |
| 2012.  |                                       | Ева             | [ 5 ]                                                  |
| 2014.  |                                       | Ара             | [ 6 ]                                                  |
| 2015.  | Кингсман: Тајна служба                | Газел           | [ 7 ]                                                  |
| 2016.  | Звездане стазе: Изван граница         | Џејла           | [ 8 ]                                                  |
| 2016.  |                                       | Шада            |                                                        |
| 2017.  | Мумија                                | Принцеза Амунет | [ 9 ] [ 10 ]                                           |
| 2017.  | Атомска плавуша                       | Делфин Лазал    | Номинација за награду АСАЛ за најбољу споредну глумицу |
| 2017.  | Кингсман: Златни круг                 | Газел           |                                                        |
| 2018.  |                                       | Кларис          | телевизијски филм                                      |
| 2018.  |                                       | Селва           |                                                        |
| 2018.  |                                       | Ница            | [ 13 ]                                                 |
| 2023.  | Rebel moon- Part one: A child of fire | Kora            |                                                        |
| 2024.  | Аргајл                                | Саба Ал-Бадр    |                                                        |
| 2024.  | Rebel Moon- Part two: The Scargiver   | Kora            |                                                        |
|        |                                       |                 |                                                        |

## Улоге у музичким спотовима
Софија Бутела је сарађивала са бројним музичким звездама играјући у њиховим видео спотовима за следеће песме:
- Сезарија Евора – Nutridinha (2001)
- Џамироквај – Little L (2001)
- М. Покора – Showbiz (The Battle) (2004)
- –  (2005)
- –  (2005)
- Мадона – Hung Up (2005)
  -  (2006)
- Ријана – SOS (2006)
- Крис Браун – Wall to Wall (2007)
- М. Покора – Dangerous (2008)
- Мадона – Celebration (2009)
- Ашер – Hey Daddy (Daddy's Home) (2009)
- –  (2010)
- −  (2010)
- –  (2010)
- Мајкл Џексон – Hollywood Tonight (2011)[15]
- –  (2015)[16]
- –  (2018)[17]